# Parafia Trójcy Świętej w Boguszycach
Parafia Trójcy Świętej – rzymskokatolicka parafia położona przy ulicy Kościelnej 1 w Boguszycach. Parafia należy do dekanatu Prószków w diecezji opolskiej.

## Historia parafii
Parafia w Boguszycach została utworzona 8 września 1887 roku, przez wyodrębnienie jej z parafii Matki Boskiej Szkaplerznej w Chrząszczycach. Kościół parafialny został wybudowany w latach 1868–1871.
Proboszczem parafii jest ksiądz Erwin Mateja.

## Zasięg parafii
Parafię zamieszkuje 979 mieszkańców, duszpastersko parafia obejmuje następujące miejscowości:
- Boguszyce,
- Chrzowice,
- Źlinice.

Szkoły i przedszkola
Parafia sprawuje opiekę duszpasterską nad:
- Publiczną Szkołą Podstawową w Boguszycach,
- Publicznym Przedszkolem w Boguszycach[2].

## Kapłani po 1945 roku
- ks. Alfons Opielka,
- ks. Herman Josch,
- ks. Józef Chwałek,
- ks. Antoni Czekalla,
- ks. Jakub Zakrzewski,
- ks. Jan Surdziel,
- ks. Stanisław Zapart,
- ks. Józef Mikołajec[2].
- ks. Erwin Mateja[2]